# Hypselodoris godeffroyana
Hypselodoris godeffroyana is een zeenaaktslak die behoort tot de familie van de Chromodorididae. Deze zeeslak is in 1877, als Chromodoris godeffroyana, geldig beschreven door Ludwig Rudolph Sophus Bergh en vernoemd naar Johan Cesar Godeffroy.
Deze slak komt voor in het westen van de Grote Oceaan, voornamelijk langs de oostkust van Australië, op een diepte van 5 tot 30 meter.
De slak heeft een crèmekleurige tot gele kleur en een roze dorsale lijn. De mantelrand bestaat uit bruine driehoekige figuren, met daarop gele vlekjes. De kieuwen en de rinoforen zijn roze tot paars. Ze wordt, als ze volwassen is, zo'n 5 cm lang. 